# Ed Wynn
Pour les articles homonymes, voir Wynn (homonymie).
Ed Wynn est un acteur et compositeur de comédies musicales américain, né le 9 novembre 1886 et mort le 19 juin 1966, qui eut une carrière de près de 65 ans tant dans le music hall qu'au théâtre, à la télévision ou au cinéma.

## Biographie
Ed Wynn, né Isaiah Edward Leopold eut ses premiers succès à Broadway dans The Perfect Fool (1921), sera de la distribution de l'émission radiophonique Texaco's Fire Chief de 1932 à 1939 avant de se tourner vers le petit écran dans les années 1950 où il jouera dans Requiem for a Heavyweight (dont le rôle lui vaudra un prix Emmy en 1956) et au cinéma, notamment dans The Diary of Anne Frank (film pour lequel, il sera nommé à l'Oscar). Parmi ses derniers films, notons The Greatest Story Ever Told (1965) et Mary Poppins (1964).
Les archives d'Ed Wynn sont déposées à la bibliothèque de l'université de Californie à Los Angeles et à la bibliothèque de l'université de Pennsylvanie.
Ed Wynn décède des suites d'un cancer à Westwood (Los Angeles).
Ed Wynn repose au Forest Lawn Memorial Park (Glendale).
Il fut marié à l'actrice Hilda Keenan de 1914 à 1937, ensemble ils ont eu un fils, l'acteur Keenan Wynn.

## Filmographie
- 1927 : Rubber Heels : Homer Thrush
- 1930 : Follow the Leader : Crickets
- 1933 : The Chief : Henry Summers
- 1950 : Camel Comedy Caravan (série télévisée) : Host
- 1951 : Alice au pays des merveilles (Alice in Wonderland) : Mad Hatter (voix)
- 1956 : The Great Man de Aaron Rosenberg : Paul Beaseley
- 1957 : Requiem for a Heavyweight (TV) : Army
- 1958 : La Fureur d'aimer d'Irving Rapper : Oncle Samson
- 1958 : The Ed Wynn Show (série télévisée) : John Beamer
- 1959 : Le Journal d'Anne Frank (The Diary of Anne Frank) : Mr Albert Dussell
- 1959 : La Quatrième Dimension (The Twilight Zone) (série télévisée) : Lew Bookman (saison 1, épisode 2 : Pour les anges)
- 1959 : Meet Me in St. Louis (TV) : Grandpa
- 1959 : Miracle on 34th Street (TV) : Kris Kringle
- 1960 : Cinderfella : Fairy Godfather
- 1961 : Monte là-d'ssus (The Absent Minded Professor) : Fire Chief
- 1961 : Babes in Toyland : Toymaker
- 1962 : The Golden Horseshoe Revue (TV)
- 1963 : La Quatrième Dimension (The Twilight Zone) (série télévisée) : saison 5, épisode 12 : ninety years without slumbering : Sam Forstmann.
- 1963 : Après lui, le déluge (Son of Flubber) de Robert Stevenson : A.J. Allen
- 1964 : For the Love of Willadean (TV) : Alfred
- 1964 : Mary Poppins : Oncle Albert
- 1965 : Chère Brigitte (Dear Brigitte) : The Captain
- 1965 : Calloway le trappeur (Those Calloways) : Ed Parker
- 1965 : La Plus Grande Histoire jamais contée (The Greatest Story Ever Told) : Old Aram
- 1965 : L'Espion aux pattes de velours (That Darn Cat!) : Mr Hofstedder, the watch jeweler
- 1965 : Bonanza saison 6 épisode 20 (L'homme volant de ponderosa /The ponderosa Birdman) : Professor Phineas T. Klump
- 1966 : The Daydreamer de Jules Bass : The Emperor (voix)
- 1967 : La Gnome-mobile (The Gnome-Mobile) : Rufus

## Prix et distinctions
- 1960 : cérémonie d'inscription de trois étoiles à son nom sur le Walk of Fame d'Hollywood dans les catégories suivantes acteur de cinéma (étoile au  1541, Vine Street), animateur radio (étoile au 6333, Hollywood Boulevard) et télévision (étoile au 6426 Hollywood Boulevard)[7].

## Sources
1. ↑  (en) « Ed Wynn | American actor », sur Encyclopedia Britannica (consulté le 6 mai 2020)
2. ↑  (en-US) « Ed Wynn », sur www.jewishvirtuallibrary.org (consulté le 6 mai 2020)
3. ↑  (en-US) « Finding Aid for the Ed Wynn Papers, 1920-1938 bulk 1931-1938 », sur oac.cdlib.org (consulté le 6 mai 2020)
4. ↑  (en-US) Jennifer Schnabel., « Ed Wynn papers », sur Université de Pennsylvanie
5. ↑  (en-US) « Ed Wynn », sur latimes.com (consulté le 6 mai 2020)
6. ↑  (en-US) « Ed Wynn (1886-1966) - Mémorial Find a Grave », sur fr.findagrave.com (consulté le 6 mai 2020)
7. ↑  (en-US) « Ed Wynn », sur Hollywood Walk of Fame, 25 octobre 2019 (consulté le 6 mai 2020)